# Montero

Montero é uma cidade da Bolívia, capital da província de Obispo Santistevan no departamento de Santa Cruz. Está situada no coração agroindustrial do país, a 50 km de Santa Cruz de la Sierra. De acordo com o censo realizado em 2001, a cidade possuía 78.294 habitantes, a população estimada para 2005 é de 90.837 habitantes.
Montero está localizada a uma altitude de 300 metros e sua temperatura média é de 23º C. A cidade é predominantemente agrícola, produzindo soja, algodão, milho e arroz.

## Ligação externa
- Site de notícias locais